# Classic Brugge-De Panne 2024
La Classic Brugge-De Panne 2024, quarantottesima edizione della corsa e valevole come decima prova dell'UCI World Tour 2024 categoria 1.UWT, si svolse il 20 marzo 2024 su un percorso di 198,9 km, con partenza da Bruges e arrivo a De Panne, in Belgio. La vittoria fu appannaggio del belga Jasper Philipsen, il quale completò il percorso in 4h22'22", alla media di 45,486 km/h, precedendo il connazionale Tim Merlier e l'olandese Danny van Poppel.
Sul traguardo di De Panne 150 ciclisti, dei 158 partiti da Bruges, hanno portato a termine la competizione.

## Squadre e corridori partecipanti
| N.      | Cod. | Squadra               |
| ------- | ---- | --------------------- |
| 1-7     | ADC  | Alpecin-Deceuninck    |
| 11-17   | SOQ  | Soudal Quick-Step     |
| 21-27   | IWA  | Intermarché-Wanty     |
| 31-37   | ARK  | Arkéa-B&B Hotels      |
| 41-47   | AST  | Astana Qazaqstan Team |
| 51-57   | TBV  | Bahrain Victorious    |
| 61-67   | BOH  | Bora-Hansgrohe        |
| 71-77   | COF  | Cofidis               |
| 81-87   | EFE  | EF Education-EasyPost |
| 91-97   | GFC  | Groupama-FDJ          |
| 101-107 | LTK  | Lidl-Trek             |
| 111-117 | MOV  | Movistar Team         |

| N.      | Cod. | Squadra                   |
| ------- | ---- | ------------------------- |
| 121-127 | DFP  | Team DSM-Firmenich PostNL |
| 131-137 | JAY  | Team Jayco AlUla          |
| 141-147 | UAD  | UAE Team Emirates         |
| 151-157 | IPT  | Israel-Premier Tech       |
| 161-167 | LTD  | Lotto Dstny               |
| 171-177 | UXM  | Uno-X Mobility            |
| 181-187 | BWB  | Bingoal WB                |
| 191-197 | Q36  | Q36.5 Pro Cycling Team    |
| 201-207 | TFB  | Team Flanders-Baloise     |
| 211-217 | TEN  | TotalEnergies             |
| 221-227 | TUD  | Tudor Pro Cycling Team    |

## Ordine d'arrivo (Top 10)
| Pos. | Corridore         | Squadra       | Tempo    |
| ---- | ----------------- | ------------- | -------- |
| 1    | Jasper Philipsen  | Alpecin       | 4h22'22" |
| 2    | Tim Merlier       | Soudal        | s.t.     |
| 3    | Danny van Poppel  | Bora          | s.t.     |
| 4    | Jason Tesson      | TotalEnergies | s.t.     |
| 5    | Simone Consonni   | Lidl          | s.t.     |
| 6    | Stian Fredheim    | Uno-X         | s.t.     |
| 7    | Juan S. Molano    | UAE           | s.t.     |
| 8    | Phil Bauhaus      | Bahrain       | s.t.     |
| 9    | Émilien Jeannière | TotalEnergies | s.t.     |
| 10   | Luca Mozzato      | Arkéa         | s.t.     |